# Hissjön, Medelpad
Hissjön är en sjö i Sundsvalls kommun i Medelpad och ingår i Ljungans huvudavrinningsområde. Sjön har en area på 3,36 kvadratkilometer och ligger 264,1 meter över havet. Sjön avvattnas av vattendraget Hiån.

## Delavrinningsområde
Hissjön ingår i det delavrinningsområde (694290-154103) som SMHI kallar för Utloppet av Hissjön. Medelhöjden är 306 meter över havet och ytan är 22,04 kvadratkilometer. Räknas de 4 avrinningsområdena uppströms in blir den ackumulerade arean 49,71 kvadratkilometer. Hiån som avvattnar avrinningsområdet har biflödesordning 3, vilket innebär att vattnet flödar genom totalt 3 vattendrag innan det når havet efter 105 kilometer. Avrinningsområdet består mestadels av skog (69 procent). Avrinningsområdet har 3,3 kvadratkilometer vattenytor vilket ger det en sjöprocent på 14,9 procent.